# Psyche casta
Psyche casta é uma espécie de insetos lepidópteros, mais especificamente de traças, pertencente à família Psychidae.
A autoridade científica da espécie é Pallas, tendo sido descrita no ano de 1767.
Trata-se de uma espécie presente no território português.